# Вулиця Петра Сагайдачного (Сміла)
Вулиця Петра Сагайдачного (раніше Вулиця Громова) — вулиця у місті Сміла Черкаської області. Розпочинається перехрестям з вул. Вільямса, посередині розгалужується на два промені, один з яких закінчується пустирем та доріжкою до вул. Б. Хмельницького, інший — в районі вул. Олекси Гірника. Раніше була названа на честь радянського військового діяча, автора рекорду дальності польоту М. Громова.